# Seuter

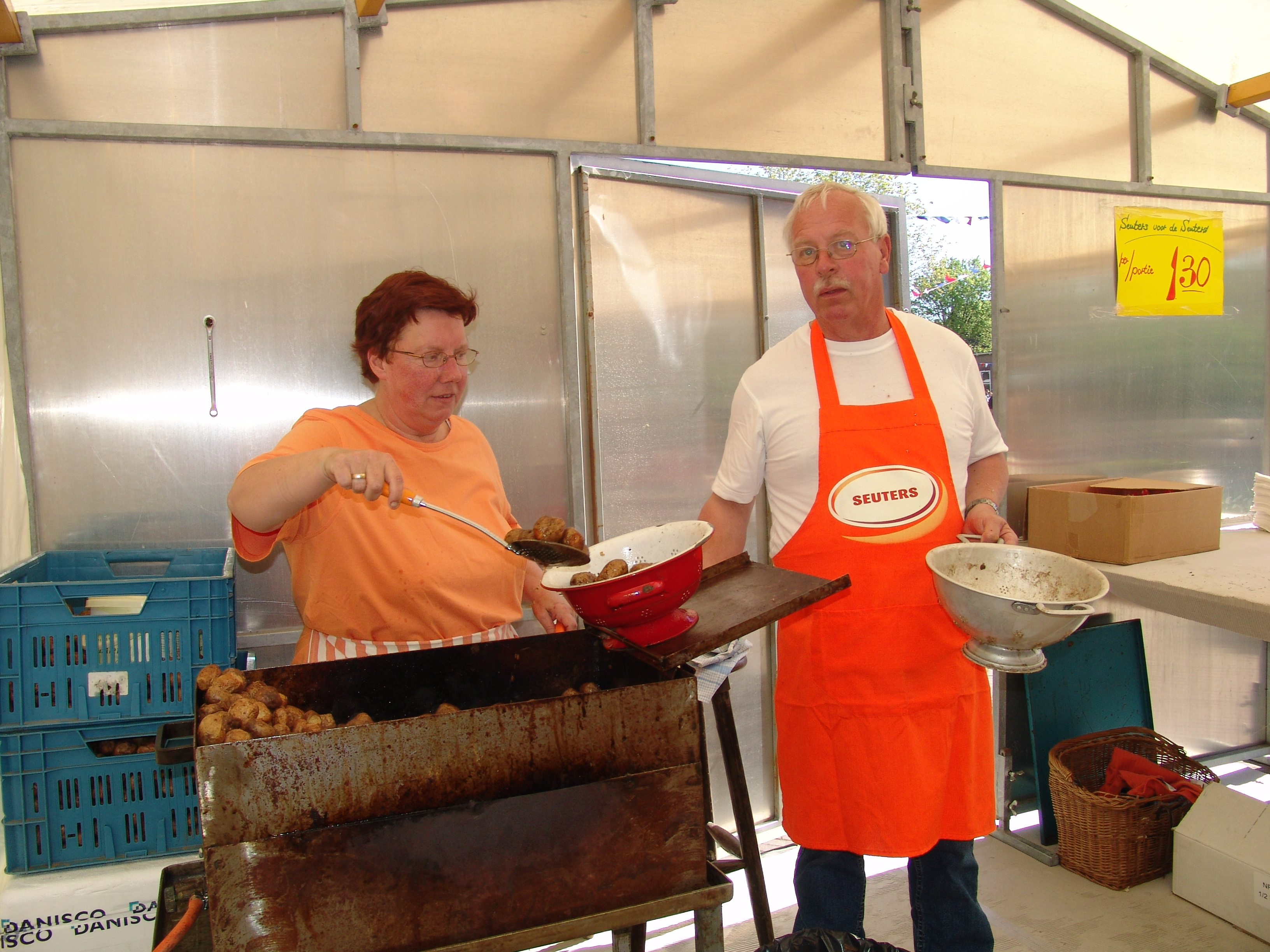
Seuters in 's-Gravendeel, 2007.

Een seuter is een in reuzel gebakken kleine aardappel. De oorsprong van dit aardappelproduct ligt in het feit dat er bij de aardappeloogst restanten zeer kleine krielaardappeltjes achterbleven, die door arme mensen verzameld werden. Dit seuteren gebeurde speciaal in het dorp 's-Gravendeel. Het is daarom ook een bijnaam geworden voor mensen die geboren zijn in 's-Gravendeel. In 's-Gravendeel worden nu nog met festiviteiten, zoals Koningsdag en tijdens de Feestweek regelmatig seuters gebakken en vanuit marktkramen ook ter verkoop aangeboden. De seuters worden niet geschild maar enkel geboend en gepit indien nodig en vijf minuten voorgekookt. Daarna worden ze met wat reuzelvet in een pan aangebakken en daarna sudderend drie uur gestoofd. Bestrooid met wat zout en peper worden ze geserveerd.